# Новаки Липницькі
45°34′ пн. ш. 15°23′ сх. д. / 45.57° пн. ш. 15.38° сх. д.
Новаки Липницькі (хорв. Novaki Lipnički) — населений пункт у Хорватії, у Карловацькій жупанії у складі громади Рибник.

## Населення
Населення за даними перепису 2011 року становило 16 осіб.
Динаміка чисельності населення поселення: